# Кочахмедли
Кочахмедли (азерб. Qoçəhmədli) — село в одноимённой административно-территориальной единице Физулинского района Азербайджана, расположенное на южных склонах Карабахского хребта, в 7 км к югу от города Физули, в 3 км от дороги Физули—Джебраил.

## Топонимика
Название села происходит от слова коч (азерб. qoç; в смысле «храбрый», «отважный») и этнонима ахмедли (азерб. əhmədli). Первое поселившееся на территории села поколение называлось Кочахмедли.

## История
До вхождения в Российскую империю село относилось к Дизакскому и Хырдапара-Дизакскому магалам Карабахского ханства. Так, оно упоминается в составленной в 1593 г. налоговой ведомости, составленной турецким султаном при захвате Карабаха. В период владычества Сефевидов, административное деление этого магалла оставалось тем же.
В период Российской империи, в 1822 г. магал был передан в состав Дизакского магала. Сёла этого магала, включая и Кочахмедли, с 1828 г. были отнесены к государственным (казённым). Село входило в состав Шушинского уезда (1840-1867), Джебраильского уезда (1867-1905) и Карягинского (Джебраильского) уезда (1905-1918) Елизаветпольской губернии.
В период 1905-1920 гг. жители села принимали активное участие в крестьянском движении против царских властей, беков и ханов, а позднее и против правительства Азербайджанской Демократической Республики, получив прозвище «Красного Кочахмедли». Это вызвало карательную экспедицию войск АДР в 1919 г., в ходе которой к жителям села пришли на помощь вооружённые отряды коммунистов из армянских селений Гадрутского сельского общества. После неравного боя гадрутцы помогли кочахмедлинцам перебраться в ближайшие армянские сёла.
В 1919 году в селе была создана первая в регионе Низменного Карабаха ячейка местных большевиков. В октябре 1919 г. была проведена подпольная конференция, в которой приняли участие 30 делегатов. Был организован Карабахский коммунистический комитет с интернациональным составом, председателем которого был выбран житель Кочахмедли М. Мамедханов.
В советские годы село входило в состав одноимённого сельсовета Карягинского (с 1930 — Физулинского) района Азербайджанской ССР. В результате Первой карабахской войны в августе 1993 года перешло под контроль непризнанной Нагорно-Карабахской Республики и согласно её административно-территориальному делению располагалось в Гадрутском районе НКР.
17 октября 2020 года в ходе Второй карабахской войны в видеообращении к нации президент Азербайджана Ильхам Алиев объявил, что азербайджанская армия освободила город Физули, а также сёла Кочахмедли, Чиман, Джуварлы, Пирахмедли, Мусабейли, Ишыглы и Дедели Физулинского района.

## Население
В списке владений, пострадавших от похода иранского Ага Мохаммед-шаха в 1797 году, в Кочахмедли насчитывалось 23 «дыма». В 1832-1833 гг. в Кочахмедли к религиозной собственности относились 2 дыма (5 мужчин), к государственной - 31 дым (82 мужчины).
По данным «Свода статистических данных о населении Закавказского края, извлеченных из посемейных списков 1886 года» в селе Коч-Ахмедлу Каргабазарского сельского округа Джебраильского уезда Елизаветпольской губернии было 89 дымов и проживало 492 азербайджанца (указаны как «татары»), которые были шиитами по вероисповеданию, из них 5 человек были беками, 10 — представителями духовенства, остальные — крестьянами.
По данным «Кавказского календаря» на 1912 год в селе Коч-Ахмедлу Карягинского уезда проживало 595 человек, в основном азербайджанцев, указанных в календаре как «татары».
В 1977 году в селе проживало 550 человек.

## Экономика
Население села занималось животноводством, возделыванием пшеницы и виноградарством.

## Культура и образование
В селе были расположены средняя школа, клуб, библиотека, медицинский пункт, а также мечеть XVIII века.